# Senado de Santa Lucía

Distribución de asientos en el Parlamento de Santa Lucía.

El Senado (en inglés: Senate) es la cámara alta del Parlamento de Santa Lucía, compuesta por 11 miembros, la totalidad de los cuales son designados por el Monarca de Santa Lucía representado por su Gobernador General. Constituido en base al modelo parlamentario de Westminster, el Senado fue establecido en 1979, cuando Santa Lucía obtuvo su independencia como un Reino de la Mancomunidad de Naciones.
Junto con la Cámara de la Asamblea, la cámara baja del Parlamento, el Senado tiene un mandato máximo de cinco años y se renueva después de cada elección general. Seis senadores (una mayoría absoluta exacta) son designados por consejo del primer ministro (que debe contar con la confianza de la Cámara de la Asamblea), otros tres son designados por consejo del líder de la Oposición (mayor partido no gobernante representado en la Cámara) y los dos senadores restantes deben ser independientes cuya designación queda a discreción del Gobernador General.

## Composición actual
El Senado actual se conformó después de las elecciones generales de 2021.
| Senadores del Gobierno      | Senadores del Gobierno | Senadores del Gobierno            |
| Senador                     | Partido                | Partido                           |
| --------------------------- | ---------------------- | --------------------------------- |
| Stanley Felix (Presidente)  |                        | Partido Laborista de Santa Lucía  |
| Pauline Antoine-Prospere    |                        | Partido Laborista de Santa Lucía  |
| Guibion Ferdinand           |                        | Partido Laborista de Santa Lucía  |
| Alvina Reynolds             |                        | Partido Laborista de Santa Lucía  |
| Lisa Cassandra Jawahir      |                        | Partido Laborista de Santa Lucía  |
| Kaygianna Toussaint-Charley |                        | Partido Laborista de Santa Lucía  |
| Senadores de la Oposición   |                        |                                   |
| Senador                     | Partido                | Partido                           |
| Dominic Fedee               |                        | Partido Unido de los Trabajadores |
| Herod Stanislaus            |                        | Partido Unido de los Trabajadores |
| Angelina Phera Polius       |                        | Partido Unido de los Trabajadores |
| Senadores Independientes    |                        |                                   |
| Senador                     | Partido                | Partido                           |
| Noorani Azeez               |                        | Independiente                     |
| Deale A. L. Lee             |                        | Independiente                     |